# ابوالفضل لسانی
ابوالفضل لسانی (۱۲۷۶ آمل مازندران - ۱۸ دی ۱۳۳۷ تهران) روزنامه‌نگار، نویسنده، قاضی، وکیل دادگستری و سناتور ایرانی بود.

## خانواده و تحصیلات
پدرش حاج میرزا نصرالله لسان‌المحدثین از او وعاظ و علمای معروف مازندران بود. نیاکانش اهل دین و از روحانیون مشهور بودند و کتابخانه مهمی داشتند که بعدها آن را به آستانه قم اهدا کردند. خانواده لسانی از محبوبیت بالایی در روستای ناحیه برخوردار است زیرا با تلاشهای وی نظام جدید آموزشی به این روستا آمد. او منزل شخصی خود در روستا را مدرسه کرد که هم‌اکنون نیز با نام مدرسه لسانی دایر است.
ابوالفضل لسانی دوره مقدماتی صرف و نحو عربی و معانی و بیان و علوم قدیمه را در آمل نزد ملا مرتضی نوری آغاز کرد. سپس در حوزه‌های علمیه تهران به فراگیری علوم معقول و منقول پرداخت. سپس به منظور خدمت آموزشی در معارف، یک دوره حساب و جغرافیا و دیگر دروس سیکل اول متوسطه را فراگرفت و در سال ۱۲۹۸ خورشیدی در امتحانات انتخاب معلم وزارت معارف شرکت کرد.

## روزنامه‌نگاری
لسانی به مطالعه تاریخ و جغرافیای تفصیلی ایران و چهان پرداخت. در اواخر دهه ۱۲۹۰ در روزنامه‌های وطن و حقیقت می‌نوشت. سرمقاله‌های تند او پس از کودتای سوم اسفند ۱۲۹۹ در حقیقت به توقیف این روزنامه انجامید.
لسانی سپس سردبیری روزنامه اقتصاد ایران متعلق به حاج حسین خان مستشارالممالک را به عهده گرفت اما به سبب اختلافی که میان این دو رخ داد، از آبان ۱۳۰۱ از این روزنامه جدا شد و خودش امتیاز روزنامه کار را گرفت و از پانزدهم اسفند ۱۳۰۱ منتشر کرد. این روزنامه به بهای شش شاهی هفته‌ای سه شماره منتشر می‌شد و لسانی در آن به قوام‌السلطنه، ملک‌الشعراء بهار، سید ضیاءالدین طباطبایی و نصرت‌الدوله فیروز حمله می‌کرد.

## دادگستری
پس از روی کار آمدن رضا شاه، روزنامه‌نگاری را رها کرد و به معلمی پرداخت. در ۱۳۰۶ که علی‌اکبر داور بنای دادگستری نوین ایران را گذاشت، به کار عدلیه دعوت شد و با سمت مستنطقی (بازپرسی) به شهر اصفهان رفت. یک سال و نیم بعد، مدعی‌العموم (دادستان) اصفهان شد.
سمت‌های قضائی بعدی او عبارت بود از: رئیس دادگستری یزد (۱۳۱۰)، رئیس دادگاه‌های شهرستان شیراز (۱۳۱۲)، مستشار دادگاه اصفهان (۱۳۱۶)، رئیس دادگستری کرمان (۱۳۱۸)، دادستان خراسان (۱۳۱۹).
در سال ۱۳۲۰ حکم دادستانی آذربایجان (شرقی و غربی) برای او صادر شد، اما به دلایلی نپذیرفت و از کار قضائی کناره‌گیری کرد. از همین تاریخ، جواز وکالت گرفت و تا آخر عمر به وکالت دادگستری مشغول بود.

## نفت
لسانی در سال ۱۳۲۵ وکالت اعتصابیون نفت را در دادگاه موقت و دادگاه تجدید نظر به عهده داشت، به منظور آگاهی از چند و چون تشکیل و فعالیت شرکت نفت و تسلط به تنظیم لایحه دفاعیه از موکلین، تلاش کرد با مطالعاتی مفصل، اطلاعات خود را از صنعت نفت، تکمیل کند اما حاصل این پژوهش‌ها و مطالعات، بیشتر از آنچه در کار وکالت برای او سودمند واقع شود، موجب شهرت و سبب معروفیت او در بین روزنانه نگاران و کتابخوانان شد.
اهم آثار تألیفی و تحقیقی لسانی، سلسله مقالات تاریخی، علوم اجتماعی، سیاسی و اقتصادی اوست که از سال ۱۳۲۶ تا ۱۳۲۹ در روزنامه داد منتشر کرد و نفت، طلای سیاه یا بلای ایران (در ششصد صفحه) و سلسله مقالات مادر گنهکار یا صحنه زندگی که در روزنامه «داد» منتشر شد.
پس از آنکه جواد بوشهری (امیر همایون) در دوازدهم اردیبهشت ۱۳۳۰ وزیر رفاه کابینه مصدق شد و از مجلس سنا رفت، لسانی به جای او به نمایندگی تهران در مجلس سنا برگزیده شد و تا پایان عمر سناتور انتخابی تهران بود. او در جریان قرارداد کنسرسیوم در سال ۱۳۳۳ به مخالفت با این قرارداد در مجلس سنا پرداخت. وی همراه با دکتر حسابی، جعفر شریف‌امامی و رضاعلی دیوان‌بیگی یکی از تنها چهار نماینده‌ای بود که به این قرارداد رأی مخالف داد.

## درگذشت
ابوالفضل لسانی، بر اثر مزاحمت تلفنی دچار حمله و سکته قلبی شدید شد و سرانجام در روز جمعه هجدهم دی ۱۳۳۷ در تهران درگذشت. پیکرش در امامزاده عبدالله شهر ری تهران به خاک سپرده شد.

## آثار
- طلای سیاه یا بلای ایران
- تضاد و متضاد
- سرنوشت مادر گناه‌کار یا صحنهٔ زندگی
- متن دفاع لسانی